# August Nattermann
August Nattermann (* 29. März 1861 in Köln; † 9. September 1923 ebenda) war ein Kölner Unternehmer und Inhaber des Pharmaunternehmens A. Nattermann & Cie.

## Werdegang
August Nattermann studierte Pharmakologie in Köln und richtete nach seiner Hochzeit mit der Bäckerstochter Augusta Baur im Nachbarhaus seines Schwiegervaters die „Augusta Drogerie“ in der Stephanstraße 13 (nahe St. Maria im Kapitol) ein. Er kannte den offiziellen Arzneimittelkatalog und verfügte über praktische Erfahrung in apothekengerechter Arzneizubereitung. Dieses Wissen nutzte er als 45-Jähriger bei der Gründung eines Pharmaunternehmens. Als Partner fand er den Kaufmann Rudolf Lappe (* 17. April 1878 in Barmen, † 27. Februar 1954 in Köln), der gerade die kaufmännische Ausbildung bei der Kölner Drogenhandlung Coenen & Dr. Schieffer absolviert hatte, die 1905 von der Handelsgesellschaft Deutscher Apotheker (Hageda) übernommen wurde. Diese ernannte Lappe zum Direktor, doch er wechselte ein Jahr später in die Selbständigkeit.

## Unternehmer
Der erste Hinweis auf die Firma A. Nattermann & Cie. findet sich in der Kölnischen Volkszeitung vom 21. Januar 1906 unter der Rubrik „Handelsregistereintragungen“. Sie hatte die Rechtsform einer oHG mit zwei persönlich haftenden Gesellschaftern, August Nattermann und Rudolf Lappe. Beide begannen, Fertigpräparate mit standardisiertem Arzneigehalt zu entwickeln – ein Novum, das auf dem Markt von Anfang an erfolgreich war. Im März 1909 erschien im Handelsregister Rudolf Lappe als alleiniger Inhaber und führte die Firma Nattermann fort.
August Nattermann blieb als Gesellschafter beteiligt und kooperierte indes mit dem Apotheker und Chemiker Heinrich Schieffer, dem ehemaligen Ausbilder Lappes aus der Firma Coenen & Dr. Schieffer, mit dem Nattermann seit 1912 unter der Bezeichnung „Dr. Schieffer“ Naturheilmittel wie Stoffwechselsalz, Blutreinigungstee und Eisentinktur vertrieb. August Nattermann forschte weiter bis 1923 und starb im Alter von 62 Jahren in Köln.
In Köln-Bocklemünd/Mengenich ist die Nattermannallee nach ihm benannt.